# Puchar Narodów Pacyfiku 2019
Puchar Narodów Pacyfiku 2019 – czternasta edycja corocznego turnieju organizowanego pod auspicjami World Rugby dla drużyn z regionu Pacyfiku. Turniej odbył się pomiędzy 27 lipca a 10 sierpnia 2019 roku i wzięło w nim udział sześć reprezentacji.
Z trzema bonusowymi zwycięstwami w turnieju triumfowała reprezentacja Japonii.

## Informacje ogólne
Zawody zaplanowano do rozegrania w czterech krajach – Japonia gościła dwa mecze (na arenach zbliżającego się Pucharu Świata 2019), USA i Samoa po jednym, zaś pozostałe pięć Fidżi. System rozgrywek był modyfikacją tego z edycji 2015 i został opublikowany w połowie grudnia 2018 roku. Sześć uczestniczących reprezentacji zostało podzielonych na dwie trzyzespołowe grupy, rywalizowały one następnie w ciągu trzech meczowych dni z drużynami z innej grupy, a zwycięzcą został zespół z największą liczbą punktów. Zwycięzca meczu zyskiwał cztery punkty, za remis przysługiwały dwa punkty, porażka nie była punktowana, a zdobycie przynajmniej czterech przyłożeń lub przegrana nie więcej niż siedmioma punktami premiowana była natomiast punktem bonusowym. Sędziowie zawodów i składy zespołów.

## Mecze

### Tydzień 1
| 27 lipca 201915:00 | Tonga                                                 | 17:25(10:3) | Samoa                                                                     | Apia Park, Apia Sędzia: Mike Fraser |
| 27 lipca 201915:00 | Tameifuna 5 (P) Sakalia 5 (P) Vuna 5 (P) Faiva 2 (pd) | 17:25(10:3) | Seutini 8 (pd 2K) Leiua 5 (P) Alatimu 2 (pd) Amosa 5 (P) Tuatagaloa 5 (P) | Apia Park, Apia Sędzia: Mike Fraser |
| 27 lipca 201915:00 | Sakalia · Lokotui                                     | 17:25(10:3) |                                                                           | Apia Park, Apia Sędzia: Mike Fraser |

| 27 lipca 201914:50 | Fidżi                                         | 21:34(14:29) | Japonia                                                                      | Kamaishi Recovery Memorial Stadium, Kamaishi Sędzia: Luke Pearce |
| 27 lipca 201914:50 | Volavola 6 (3pd) Matavesi 10 (2P) Botia 5 (P) | 21:34(14:29) | Tamura 9 (3pd K) Fukuoka 5 (P) Matsushima 10 (2P) Lafaele 5 (P) Himeno 5 (P) | Kamaishi Recovery Memorial Stadium, Kamaishi Sędzia: Luke Pearce |
| 27 lipca 201914:50 | Nakosi                                        | 21:34(14:29) |                                                                              | Kamaishi Recovery Memorial Stadium, Kamaishi Sędzia: Luke Pearce |

| 27 lipca 201918:00 | Stany Zjednoczone | 47:19(20:0) | Kanada                                                         | Infinity Park, Glendale Sędzia: Andrew Brace |
| 27 lipca 201918:00 | Fawsitt 5 (P) MacGinty 15 (3pd 3K) Scully 5 (P) Moore 5 (P) Landry 5 (P) Pifeleti Jr. 5 (P) De Haas 5 (P) Hooley 2 (pd) | 47:19(20:0) | Ardron 5 (P) Nelson 2 (pd) Trainor 5 (P) karne przyłożenie – 7 | Infinity Park, Glendale Sędzia: Andrew Brace |
| 27 lipca 201918:00 | Pifeleti Jr. | 47:19(20:0) |                                                                | Infinity Park, Glendale Sędzia: Andrew Brace |

### Tydzień 2
| 3 sierpnia 201914:30 | Stany Zjednoczone     | 13:10(10:7) | Samoa                                  | ANZ Stadium, Suva Sędzia: Nigel Owens |
| 3 sierpnia 201914:30 | MacGinty 13 (P pd 2K) | 13:10(10:7) | Leiua 5 (P) Alatimu 2 (pd) Taefu 3 (K) | ANZ Stadium, Suva Sędzia: Nigel Owens |

| 3 sierpnia 201917:15 | Fidżi                                                                                          | 38:13(19:13) | Kanada                        | ANZ Stadium, Suva Sędzia: Mike Fraser |
| 3 sierpnia 201917:15 | Mata 5 (P) Matavesi 8 (4pd) Dolokoto 5 (P) Nakarawa 5 (P) Tuisova 5 (P) Yato 5 (P) Ravai 5 (P) | 38:13(19:13) | O’Leary 8 (pd 2K) Lloyd 5 (P) | ANZ Stadium, Suva Sędzia: Mike Fraser |

| 3 sierpnia 201919:10 | Tonga                       | 7:41(0:21) | Japonia                                                                                  | Kintetsu Hanazono Rugby Stadium, Osaka Sędzia: Jérôme Garcès |
| 3 sierpnia 201919:10 | Takulua 2 (pd) Fifita 5 (P) | 7:41(0:21) | Tamura 16 (5pd 2K) Fukuoka 5 (P) Matsushima 5 (P) Lafaele 5 (P) Mafi 5 (P) Ai Valu 5 (P) | Kintetsu Hanazono Rugby Stadium, Osaka Sędzia: Jérôme Garcès |
| 3 sierpnia 201919:10 | Matsushima                  | 7:41(0:21) |                                                                                          | Kintetsu Hanazono Rugby Stadium, Osaka Sędzia: Jérôme Garcès |

### Tydzień 3
| 9 sierpnia 201915:00 | Tonga                                                                                                  | 33:23(19:8) | Kanada                                                          | Churchill Park, Lautoka Sędzia: Nigel Owens |
| 9 sierpnia 201915:00 | Takulua 6 (3pd) Fosita 2 (pd) Lolohea 5 (P) Halaifonua 5 (P) Vailanu 5 (P) Hingano 5 (P) Talakai 5 (P) | 33:23(19:8) | Parfrey 5 (P) McRorie 3 (K) Hassler 10 (2P) van der Merwe 5 (P) | Churchill Park, Lautoka Sędzia: Nigel Owens |

| 10 sierpnia 201916:35 | Stany Zjednoczone                                | 20:34(13:20) | Japonia                                                        | ANZ Stadium, Suva Sędzia: Glen Jackson |
| 10 sierpnia 201916:35 | Hughes 5 (P) Hooley 10 (2pd 2K) Germishuys 5 (P) | 20:34(13:20) | Tamura 14 (4pd 2K) Fukuoka 5 (P) Leitch 10 (2P) Yamanaka 5 (P) | ANZ Stadium, Suva Sędzia: Glen Jackson |

| 10 sierpnia 201919:15 | Fidżi                          | 10:3(3:3) | Samoa         | ANZ Stadium, Suva Sędzia: Brendon Pickerill |
| 10 sierpnia 201919:15 | Volavola 5 (pd K) Goneva 5 (P) | 10:3(3:3) | Seutini 3 (K) | ANZ Stadium, Suva Sędzia: Brendon Pickerill |
| 10 sierpnia 201919:15 | Yato                           | 10:3(3:3) |               | ANZ Stadium, Suva Sędzia: Brendon Pickerill |